# Офіс
О́фіс (англ. office від лат. officium — обов'язок, служба) — нежитлове приміщення, яке належить суб'єкту господарювання, де міститься його виконавчий орган і яке має певну адресу, через яку можна здійснювати поштовий зв'язок. В офісі міститься штаб-квартира, де перебуває керівництво та офіційне представництво фірми. 

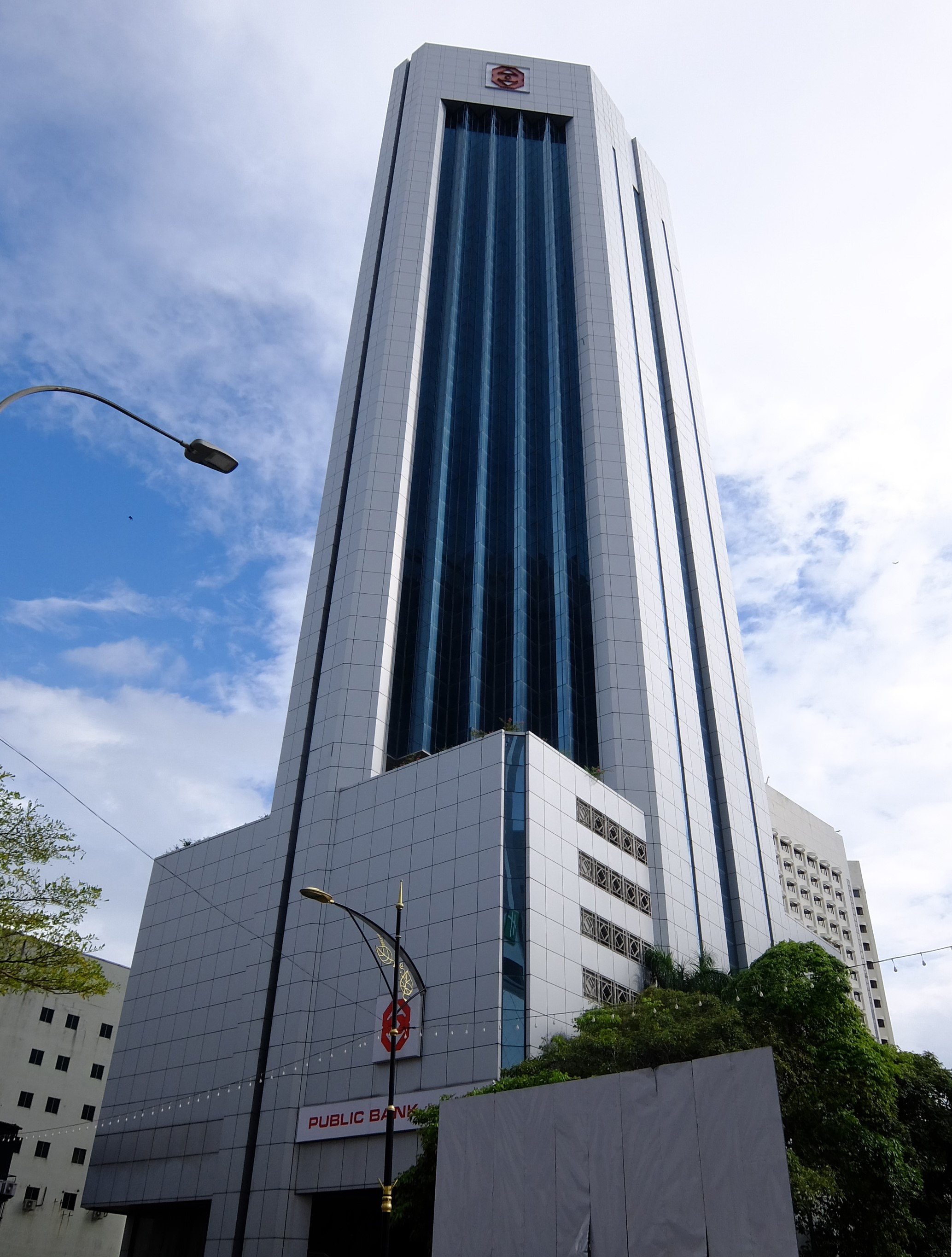
Офіс

Складається з двох частин: «фронт-офісу», де розміщуються зона очікування, приймальня, кабінет керівника, кімната для переговорів і таке інше, та «бек-офісу»  — «робочої зони», де розташовуються підрозділи, що забезпечують аналітичну, фінансову, інформаційну та іншу роботу фірми.
Офіси поділяються на п'ять класів залежно від їхньої якості. Західна класифікація включає три типи: офіси класу A (найвищої якості), офіси класу B, офіси класу C (низької якості); українська класифікація додає до них офіси класу D та офіси класу E (ще гіршої якості). 
В травні 2019 року в Україні дозволили будувати 150-метрові хмарочоси, ці будівлі можуть мати понад 50 поверхів. В чинних раніше будівельних нормах (ДБН) максимальна висота висотних житлових та громадських будівель, становила 100 м.

## Галерея

Акустичні офісні кабіни Silentbox в Україні
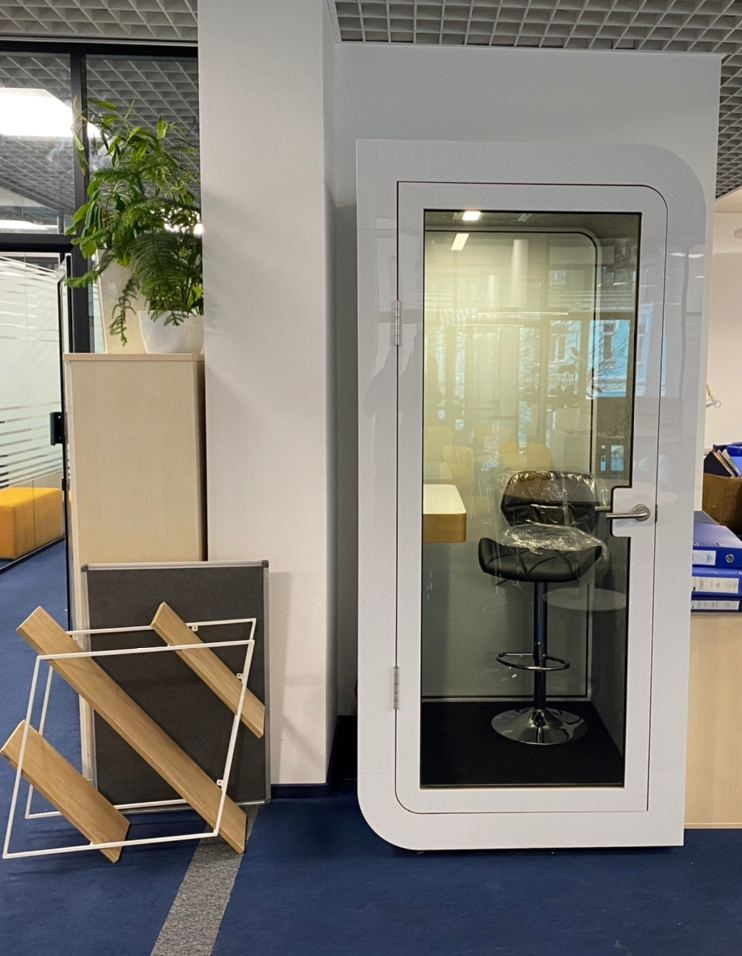
Акустична офісна кабіна Silentbox Solo
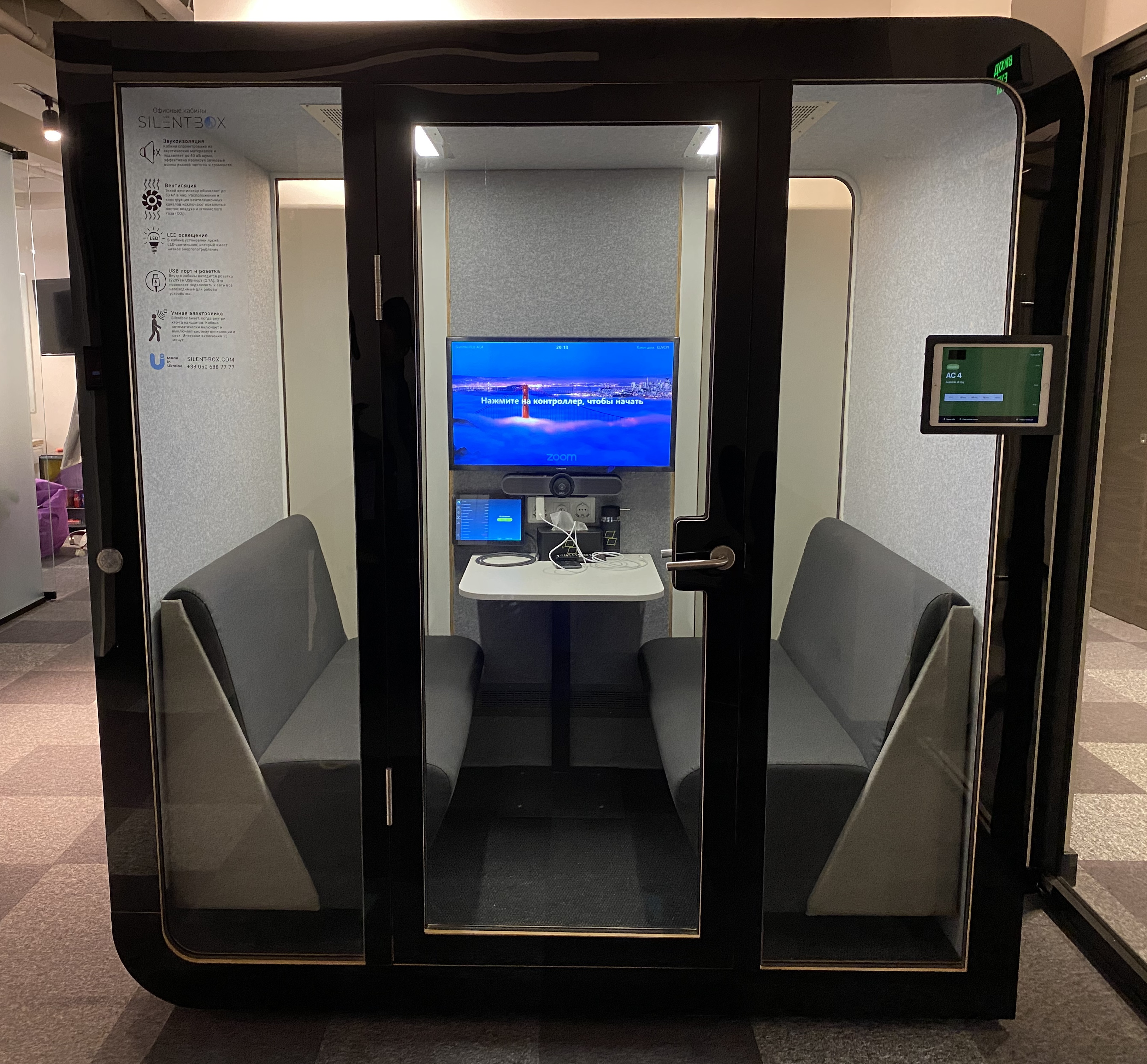
Акустична офісна кабіна Silentbox Quartet
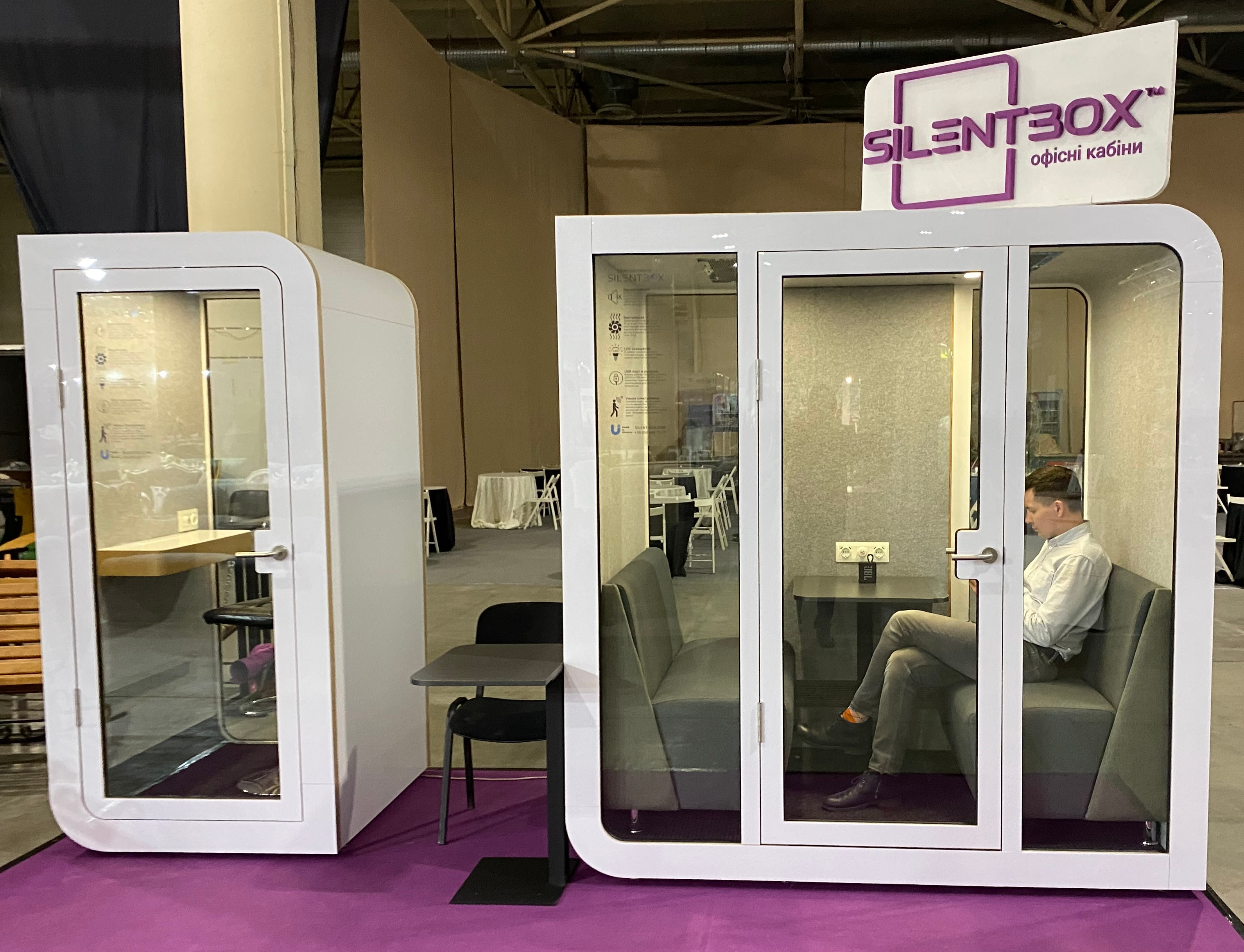